# ケーターの可逆振り子

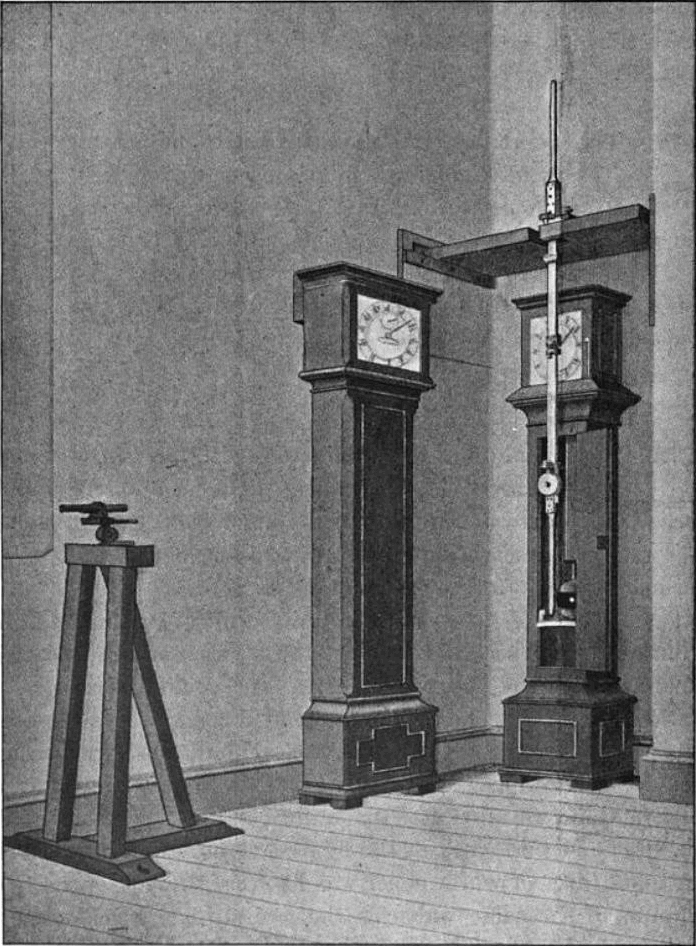
1818年のケーターの論文の振り子の図

ケーターの可逆振り子（ケーターのかぎゃくふりこ、英: Kater's pendulum）は、局地的な重力加速度を測定するために用いられた振り子である。1817年にイギリスの物理学者のヘンリー・ケーターにより発明され、1818年1月29日に発表された。従来の重力加速度を測定するための振り子と異なり、振り子の重心と振動中心を決定する必要がないため、測定精度が向上する。1930年代までの約1世紀にわたり、ケーターの振り子とその改良品は、測地調査中において地球の重力の強さを測定するための標準的な方法であった。現在では振り子の原理を示すためにのみ使用される。

## 概要
軸や重りが剛体である振り子（剛体振り子や実体振り子と呼ばれる）において、軸周りの回転角{\displaystyle \phi }方向の運動方程式は以下の式になる。
{\displaystyle I{\ddot {\phi }}=-Mgh\sin \phi }
この式において、{\displaystyle I}は軸周りの慣性モーメント、{\displaystyle M}は剛体全体の質量、{\displaystyle g}は重力加速度、{\displaystyle h}は重心から軸までの距離である。この式を解くと、振り子の周期{\displaystyle T}は以下の式で表される。
{\displaystyle T=2\pi {\sqrt {\frac {I}{Mgh}}}=2\pi {\sqrt {\dfrac {I_{G}+Mh^{2}}{Mgh}}}}
{\displaystyle I_{G}}は、重心周りの慣性モーメントである。以上より、{\displaystyle M,I_{G},h}を特定することができれば{\displaystyle g}を算出することができる。しかしながら、重心の正確な位置を特定することは難しく、{\displaystyle I_{G},h}を特定することが難しい。

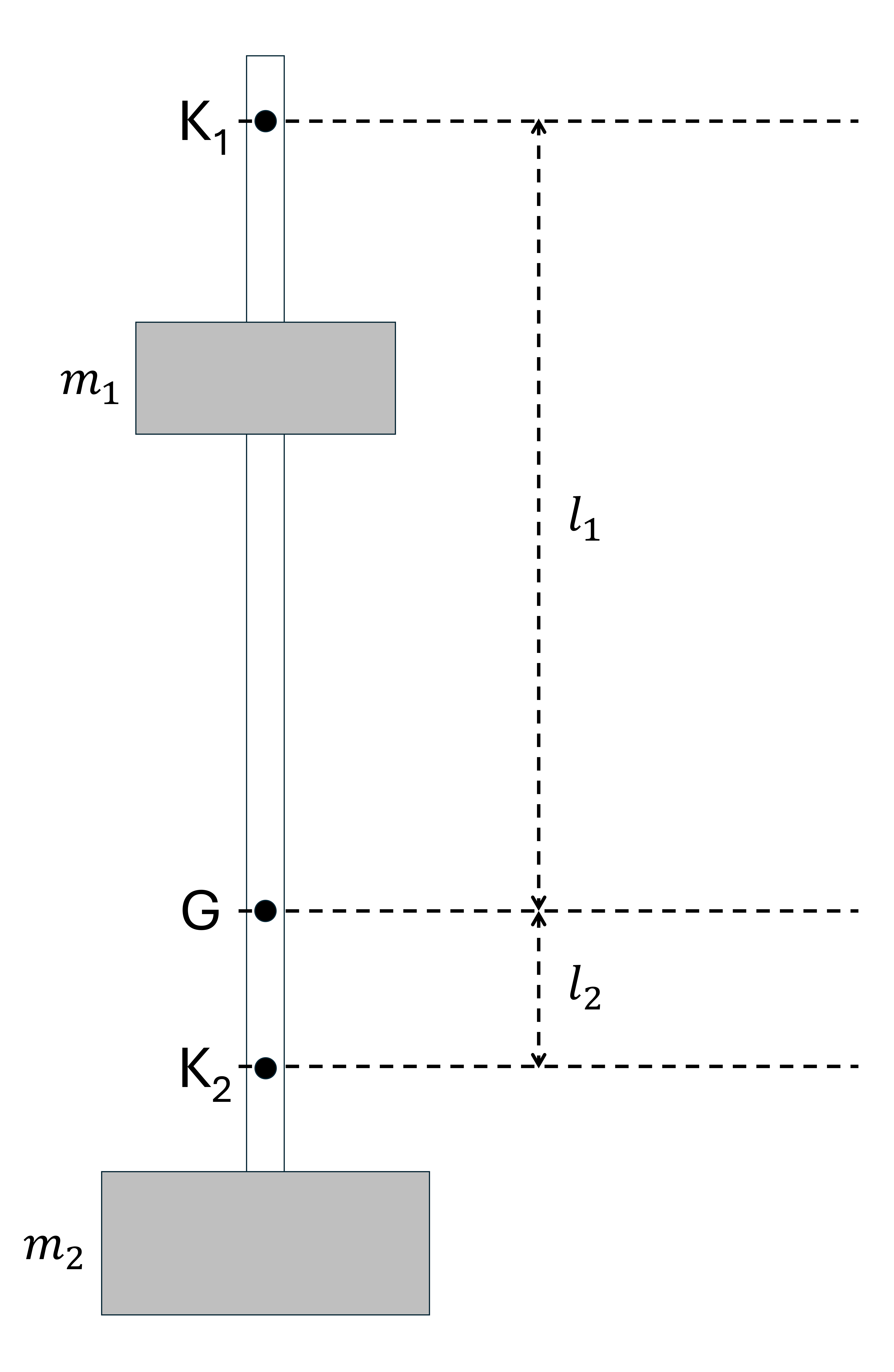
ケーターの可逆振り子の模式図

ケーターの可逆振り子には2つの支点があり、各々の支点を軸として振ることができる。支点{\displaystyle K_{1}}と{\displaystyle K_{2}}を軸として振ったときの周期{\displaystyle T_{1}}と{\displaystyle T_{2}}はそれぞれ以下の式で表される。
{\displaystyle T_{1}=2\pi {\sqrt {\dfrac {I_{G}+Ml_{1}^{2}}{Mgl_{1}}}}}

{\displaystyle T_{2}=2\pi {\sqrt {\dfrac {I_{G}+Ml_{2}^{2}}{Mgl_{2}}}}}
この2式を変形すると以下の式が導出される。
{\displaystyle g={\dfrac {8\pi ^{2}}{{\dfrac {T_{1}^{2}+T_{2}^{2}}{l_{1}+l_{2}}}+{\dfrac {T_{1}^{2}-T_{2}^{2}}{l_{1}-l_{2}}}}}}
ケーターの可逆振り子においては、支点と重りの距離を調整して振動周期を調整することができる。1つの支点から振り子を振って周期を測定し、上下逆にしてもう1つの支点から振り子を振って周期を測定する。2つの周期が等しくなるまで支点又は重りの位置を調整する。2つの周期{\displaystyle T_{1}}と{\displaystyle T_{2}}が等しい場合（{\displaystyle T_{1}=T_{2}=T_{0}}）、{\displaystyle g}は次の式で表される。
{\displaystyle g={\dfrac {8\pi ^{2}}{\dfrac {2T_{0}^{2}}{l_{1}+l_{2}}}}={\dfrac {4\pi ^{2}(l_{1}+l_{2})}{T_{0}^{2}}}}
以上より、振り子の重心の位置や慣性モーメントを特定することなく、2つの支点間の距離{\displaystyle l_{1}+l_{2}}と2つの周期{\displaystyle T_{1}}と{\displaystyle T_{2}}が等しい場合の周期{\displaystyle T_{0}}を測定することで重力加速度{\displaystyle g}を算出できる。